# Абтенау
Абтенау (нем. Abtenau) — ярмарочная коммуна (нем. Marktgemeinde) в Австрии, в федеральной земле Зальцбург.
Входит в состав округа Халлайн. Население составляет 5927 человек (на 2016 год). Занимает площадь 187,08 км². Официальный код — 50201.

## Политическая ситуация
Бургомистр коммуны — Йохан Шнитцхофер (АНП) по результатам выборов 2014 года.
Совет представителей коммуны (нем. Gemeinderat) состоит из 25 мест.